# Joan Castejón

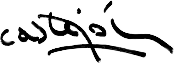
Firma di Joan Castejon

Joan Castejón (Elche, 17 dicembre 1945) è un pittore spagnolo.

## Biografia
Fu membro del Grup d'Elx (collettivo di artisti fondato a febbraio del 1965, attivo nella configurazione e definizione dell'avanguardia spagnola del dopoguerra).
Le sue opere sono state esposte in alcuni musei spagnoli: l'Instituto Valenciano de Arte Moderno, il Museo dell'Università di Alicante, Collezione Martínez-Guerricabeitia dell'Università di Valenza , l'Università Miguel Hernández , la Fondazione Bancaja , Il Centro del Carmen di Valencia, la Sala de la “Lonja del Pescado” ad Alicante, il Museo di Arte Contemporanea di Elche .

## Premi
- Premio Opera d'Arte Totale (2014) [9][10]
- Premio Ocell, attribuito dalla Mancomunitat di Marina Alta. 2005.
- Socio onorario dell'Institut d'Estudis Comarcals del Baix Vinalopó. 2001.
- Socio onorario dell'Institut d'Estudis Comarcals de la Marina Alta. 1999.
- Hijo Adoptivo de Dénia. Attribuito dal comune di Dénia. 1999.
- Premi la Tardor, attribuito dalla Universidad Politécnica de Valencia. 1994.
- Omaggio a Joan Castejón. Consegna delle chiavi della Città. Mont-de-Marsan, Francia. 1993.